# مقاطعة تشيبيوا (ميشيغان)
مقاطعة تشيبيوا هي مقاطعة تقع في شبه الجزيرة العليا بولاية ميشيغان الأمريكية، بلغ عدد سكانها 38٬520 نسمة، بحسب تعداد عام 2010، عاصمتها سولت سانت ماري، وتبلغ مساحتها 6٬988 كيلومتر مربع.

## الموقع
تشترك مقاطعة تشيبيوا في الحدود مع:
- مقاطعة ماكيناك
- مقاطعة لوسي

## التقسيمات الإدارية
- سولت سانت ماري.